# Gasgrid Finland
Gasgrid Finland Oy je finská, státem vlastněná společnost, která od ledna 2020 zajišťuje na území Finska provoz plynárenské soustavy.
Firma je členem Evropské sítě provozovatelů plynárenských přepravních soustav (ENTSOG). V čele společnosti stojí Olli Sipilä a Kai-Petteri Purhonen.

## Zastavení dodávek plynu z Ruska
Firma 21. května 2022 potvrdila, že od rána ruská firma Gazprom zastavila do Finska dodávky zemního plynu. O chystaném přerušení dodávek plynu Gasprom informoval den předem finského státního velkoobchodníka s plynem Gasum, který odmítl platit za dodávky v rublech. Tento požadavek zavedlo Rusko jako odvetné opatření po ruské invazi na Ukrajinu v únoru 2022, kdy řada států světa uvalila sankce na ruské subjekty. Zastavení dodávek plynu do Finska následovalo jen několik dní poté, co země podala přihlášku do Severoatlantické aliance, za což Rusko vyhrožovalo zavedením odvetných kroků.